# Piper dukei
Piper dukei är en pepparväxtart som beskrevs av Truman George Yuncker. Piper dukei ingår i släktet Piper och familjen pepparväxter. Inga underarter finns listade i Catalogue of Life.